# Albolote (kommunhuvudort)
Albolote är en kommunhuvudort i Spanien. Den ligger i provinsen Provincia de Granada och regionen Andalusien, i den södra delen av landet, 400 km söder om huvudstaden Madrid. Albolote ligger 654 meter över havet och antalet invånare är 17 089.
Terrängen runt Albolote är kuperad åt nordost, men åt sydväst är den platt.Runt Albolote är det mycket tätbefolkat, med 1 056 invånare per kvadratkilometer. Närmaste större samhälle är Granada, 6,4 km sydost om Albolote. Trakten runt Albolote består till största delen av jordbruksmark.